# Generación X (película)
Generation X es una película estadounidense de 1996 lanzada directamente a televisión, y distribuida por Fox Television. La película es una adaptación del cómic homónimo de Marvel Comics. La película fue producida por New World Entertainment y Marvel Entertainment.

## Trama
Banshee y Emma Frost los directores de la escuela Charles Xavier para jóvenes con talentos. Más tarde se recluta a Júbilo, y el presentaría sus amigos y compañeros de equipo, M, Piel, Mondo, Buff y Refrax. Los estudiantes están aprendiendo a lidiar con sus poderes mutantes, y entran en conflicto con los "pueblerinos" que se burlan de los estudiantes. Emma Frost trabajó previamente con un científico loco llamado Russel Tresh que sentía que podía extraer parte de los cerebros mutantes para desarrollar poderes psíquicos. Este está de vuelta y quiere usar el cerebro de los estudiantes cómo experimentos.

## Equipo
Como en la mayoría de las adaptaciones se cambian cosas de la historia original, por ejemplo Jubile Lee no fue retratado como un personaje de origen asiático. En los cómics de los X-Men y las series de animación siempre han retratado a Júbilo cómo un asiático. Más tarde se reveló que el papel principal de la película se le daría a Dazzler quien realiza el personaje de Boomer, ninguno de los cuales tiene prácticamente las mismas facultades que Jubilee.

## Reparto
| Actor             | Papel                   |
| ----------------- | ----------------------- |
| Suzanne Davis     | Buff/Arlee Hicks        |
| Matt Frewer       | Russell Tresh           |
| Finola Hughes     | Emma Frost/Reina Blanca |
| Heather McComb    | Jubilation Lee/Jubilo   |
| Jeremy Ratchford  | Sean Cassidy/Banshee    |
| Bumper Robinson   | Mondo                   |
| Agustín Rodríguez | Angelo Espinosa/Skin    |
| Amarilis          | Monet St. Croix/M       |
| Randall Slavin    | Kurt Pastorius/Refrax   |

## Recepción
En el sitio IMDb los usuarios le han dado una calificación de 4.7/10, sobre la base de 1450 votos. En la página FilmAffinity tiene una calificación de 3.8/10, basada en 39 votos.